# Gammacoronavirus
Els Gammacoronavirus (Gamma-CoV), també coneguts com a coronavirus del grup 3, són un dels quatre gèneres (Alpha-, Beta-, Gamma- i Deltacoronavirus) de la subfamília Ortocoronavirinae (coronavirus) de la família Coronaviridae. Són virus amb envolta pertanyents a la classe IV de la classificació de Baltimore (virus d'ARN monocatenari de sentit positiu). Són d'origen zoonòtic i infecten tant animals com humans.
Mentre que els gèneres Alpha- i Beta- deriven del patrimoni genètic dels ratpenats, els gèneres Gamma- i Delta- deriven dels patrimonis genètics aviars i porcins.

## Classificació
- Ordre Nidovirales
  - Família Coronaviridae
    - Subfamília Orthocoronavirinae (coronavirus)
      - Gènere Gammacoronavirus; espècie tipus: Avian coronavirus[1]
        - Subgènere Cegacovirus, inclou el beluga whale coronavirus SW1
        - Subgènere Igacovirus, inclou l'avian coronavirus